# 别洛戈尔斯克 (阿穆尔州)
别洛戈尔斯克（羅馬化：Belogorsk）是俄罗斯阿穆尔州的一个城市，在1931年至1936年间名为托木河畔亚历山德罗夫斯克（俄语：Александровск-на-Томи），1936年至1957年則名為红色游击队员城（俄语：Краснопартизанск）。该市坐落于托木河河畔。人口67,400人（2005年估计）；67,422（2002年俄罗斯人口普查）；73,435 （1989年苏联人口普查）；53,000 (1969)；34,000 (1939)。该城工业以食品加工和农机制造为主。